# Nils Petter Molvær
Nils Petter Molvær (Sula, 18 de septiembre de 1960) es un trompetista, compositor y productor musical noruego de jazz.
A los diecinueve años marchó a estudiar al conservatorio de Trondheim. Se unió a la banda de Masqualero junto a Arild Andersen, Jon Christensen y Tore Brunborg. Masqualero grabó varios álbumes con ECM Records, y Molvær también se unió a otros artistas de ECM para grabar, antes de debutar en solitario con Khmer en 1988. El disco era una fusión de jazz, rock, música electrónica y hip hop, muy distinto del jazz clásico al que estaba acostumbrado ECM. El sonido apagado de la trompeta, muchas veces tratado con procedimientos electrónicos, tenía una evidente relación con la música de Miles Davis en la década de los 70 y los 80, sin ser una copia exacta. Después de grabar Solid Ether en 2000, abandono ECM. ha grabado varios álbumes desde entonces, así como música para teatro y cine.

## Discografía

### Masqualero
- Bande À Part (1985)
- Aero (1987)
- Re-Enter (1990)

### En solitario
- Khmer (1998)
- Solid Ether (2000)
- Recoloured (2001, remixes)
- NP3 (2002)
- Streamer (2004)
- Remakes (2005)
- Er (2005)
- Re-Vision (2008)
- Hamada (2009)

### Otros
- So I Write (Sidsel Endresen, 1990)
- Nonsentration (Jon Balke, 1990)
- Exile (Sidsel Endresen, 1993)
- Small Labyrinths (Marilyn Mazur, 1994)
- Hastening Westward (Robyn Schulkowsky y Nils Petter Molvær, 1995)
- Electra (Arild Andersen, 2003)
- Western Wind (Sidsel Endresen, 2004)